# NGC 3397
NGC 3397 (također NGC 3329) je spiralna galaktika u zviježđu Zmaju.
William Herschel je otkrio galaktiku 1801. na ovom položaju, kao i John Herschel 1828. Poslije se utvrdilo da se radi o istoj galaktici.

## Vanjske poveznice
- (eng.) SEDS: NGC 3397
- (eng.) Revidirani Novi opći katalog
- (eng.) Izvangalaktička baza podataka NASA-e i IPAC-a
- (eng.) Astronomska baza podataka SIMBAD
- (eng.) VizieR